# Pale Folklore
Pale Folklore è il primo album in studio del gruppo musicale statunitense Agalloch, pubblicato nel 1999 dall'etichetta discografica The End Records.

## Tracce
1. She Painted Fire Across the Skyline I – 8:35 (Haughm)
2. She Painted Fire Across the Skyline II – 3:09 (Haughm)
3. She Painted Fire Across the Skyline III – 7:10 (Haughm)
4. The Misshapen Steed – 4:54 (Breyer)
5. Hallways of Enchanted Ebony – 10:00 (Haughm)
6. Dead Winter Days – 7:51 (Haughm)
7. As Embers Dress the Sky – 8:04 (Anderson, Haughm)
8. The Melancholy Spirit – 12:27 (Haughm)

## Formazione
- Don Anderson – chitarra solista
- John Haughm – voce, chitarra, batteria
- Jason William Walton – basso
- Shane Breyer – tastiere